# Микст
Микст (от англ. mixed) или смешанный разряд — соревнование спортивных команд (как правило пар или эстафетных команд), в которых присутствуют спортсмены как мужского, так и женского пола. В олимпийскую программу входят в частности соревнования в смешанном разряде по большому теннису, бадминтону, биатлону, санному спорту и кёрлингу (так называемый дабл-микст), а с 2020 года также по настольному теннису, лёгкой алетике и плаванию.

## Теннис
Хотя соревнования смешанных пар практиковались в лаун-теннисе с самого начала (так, например, первый в истории Германии матч, сыгранный в городке Бад-Хомбург в 1874 году, по-видимому, был матчем смешанных пар), отношение ведущих игроков-мужчин к ним было скептическим. Это было связано с тем, что женщины далеко не сразу начали использовать подачу сверху, чему мешали широкополые шляпки, и крайне редко выходили к сетке. В связи с этим на первых порах роли на корте распределялись так, чтобы партнёр-мужчина играл у сетки, а женщина на задней линии. В литературе игры смешанных пар рассматривались как новый оригинальный способ заведения знакомств и поиска светскими девушками женихов. Пренебрежительное отношение в отношении соревнований смешанных пар (так же как и женских) привело к тому, что официально звание победителей Уимблдонского турнира в этих дисциплинах не присуждалось вплоть до 1913 года. С другой стороны, в программу Олимпийских игр они были включены уже на парижской Олимпиаде 1900 года, где победила британская пара Шарлотта Купер-Реджинальд Дохерти. Соревнования смешанных пар проходили на Олимпиадах также в 1912, 1920 и 1924 годах, после чего теннисные турниры были надолго исключены из олимпийской программы. Когда они возобновились в 1988 году, микста в программе не было, и он был возвращён туда только к Олимпиаде 2012 года в Лондоне.
На современных турнирах Большого шлема соревнования в миксте присутствуют в программе, но их призовой фонд относительно мал. Так, на Открытом чемпионате Австралии пара победителей в миксте получила в 2017 году 150,5 тысячи австралийских долларов, или около 20 % от призовых, полученных победителями в мужских или женских парах. На Уимблдонском турнире 2018 года победители в миксте получили на двоих 110 тысяч фунтов, тогда как приз победителю в одиночном разряде (как мужском, так и женском) составлял 2,25 миллиона фунтов. Смешанные пары на турнирах Большого шлема часто составляются из игроков, неожиданно рано выбывших из борьбы в других видах программы. Более важное значение игре смешанных пар придаётся в розыгрыше международного командного Кубка Хопмана, где её результат имеет равный вес с результатами одиночных встреч при выявлении победителя всего матча. При этом, однако, встреча смешанных пар всегда играется последней (и таким образом в равной мере может стать решающей при счёте 1:1 по играм или сугубо протокольной при счёте 2:0). Кроме того, начиная с 2016 года встречи смешанных пар в Кубке Хопмана, в отличие от игр в одиночном разряде, проходят по укороченному формату FAST4, в частности, предусматривающему сеты до победы в четырёх геймах, отсутствие требования выигрыша на два мяча в гейме (англ. no-ad scoring) и тай-брейк до пяти очков при счёте 3-3 по геймам в сете.